# Christelle Rotach
Christelle Rotach, née le 15 avril 1969 à Nancy, est une directrice des services pénitentiaires française. Plusieurs fois cheffe d'établissements pénitentiaires, elle est inspectrice générale de la Justice depuis juin 2019.

## Biographie

### Origines et formation
Issue d'une famille ancrée dans la sidérurgie lorraine, Christelle Rotach est née le 15 avril 1969 à Nancy (Meurthe-et-Moselle), d'un père ouvrier de fonderie et d'une mère secrétaire commerciale. À 11 ans, une nécrose du fémur la contraint à être immobilisée pendant un an, ce qu'elle perçoit comme une privation de liberté douloureuse et injuste.
Après un baccalauréat B, elle entre à la faculté de droit de Nancy où elle obtient une licence de droit, un DESS de sciences criminelles, un DEA d'histoire du droit comparé puis un diplôme de criminologie. Alors qu'elle se destinait à l'enseignement universitaire en s'inscrivant en thèse, elle accepte de servir de « lièvre » à un ami présentant le concours de sous-directeur des services pénitentiaires, qu'elle réussit en 1995. Elle suit alors la formation dispensée à l'École nationale d'administration pénitentiaire, alors située à Fleury-Mérogis.

### Carrière
À l'issue de sa formation achevée en 1997, elle est nommée sous-directrice aux prisons de Lyon, où elle est responsable du secteur de détention Saint-Joseph. À cette époque, elle est particulièrement marquée par le suicide de personnes détenues, notamment par immolation.
En 1999, elle rejoint le centre pénitentiaire de Marseille comme directrice adjointe. En 2005, elle devient secrétaire générale de la mission des services pénitentiaires de l'outre-mer, basée à Paris. En 2008, elle est nommée adjointe au chef d'établissement de la maison d'arrêt de Fleury-Mérogis, la plus grande prison d'Europe,.
En 2010, elle succède à Pascal Vion comme cheffe d'établissement de la maison d'arrêt des Hauts-de-Seine, à Nanterre, qu'elle est chargée de redresser alors que les personnes détenues avaient pris l'ascendant sur les surveillants.
En 2013, elle revient aux Baumettes comme cheffe d'établissement,,. Elle alors chargée de rénover l'établissement particulièrement vétuste dont les conditions de détention indignes avaient été soulignées par le Contrôleur général des lieux de privation de liberté en 2012. Il lui est également demandé de « faire le ménage » parmi les surveillants corrompus.
En 2017, elle est nommée cheffe d'établissement de la prison de la Santé, située dans le 14e arrondissement de Paris, dont elle est chargée de préparer la réouverture après quatre années de travaux,,. L'établissement entièrement rénové est finalement inauguré par Robert Badinter et Nicole Belloubet en 2019.
En 2019, elle est finalement nommée inspectrice générale de la Justice.
Christelle Rotach est par ailleurs vice-présidente de l'association Femmes de Justice, créée en 2014 afin de promouvoir la parité au sein du ministère de la Justice.

## Décorations
- Chevalière de l'ordre national du Mérite (2014)[19]
- Médaille d'honneur de l'administration pénitentiaire, bronze

## Publications
- Christelle Rotach et Delphine Saubaber, Directrice de prison : Terrorisme, surpopulation, suicides... Tout ce qu'on ne peut pas dire, Paris, Plon, 2019, 224 p. (ISBN 978-2-259-27800-3)